# Club Deportivo Mistiano
El Club Deportivo Mistiano es un club de fútbol del Perú, del distrito de Yanahuara de la ciudad de Arequipa en el Departamento de Arequipa. Fue fundado en 1918, es uno de los siete clubes centenarios de la ciudad de Arequipa aun vigentes en el ámbito futbolístico de la ciudad. Actualmente participa en la segunda división de la Liga Distrital de Arequipa.

## Historia
El Deportivo Mistiano fue fundado el 29 de julio de 1918 por la motivación de los jóvenes que vivían en los barrios de Beaterio, Callejón Loreto, La Recoleta y aledaños. Su nombre se inspira en el imponente volcán Misti de la ciudad de Arequipa que admiraban desde las alturas de sus casas en Yanahuara. 
Fueron sus miembros fundadores los señores Jaime Ames, primer presidente del club, Emilio Cáceres,  los hermanos Adrián y Francisco Apaza, Wenceslao Quiroz, Mariano Valverde, Santos Benavente, Solano Barbachán, Aurelio Barbachán, Ángel Fuentes, Mariano Gallegos, Juan Delgado, Mariano Lozada, Víctor Benavente, Hilario Lima, Guillermo Huanqui, Pedro Miranda, Toribio Núñez, Wenceslao Gallegos, Miguel Galdós y Tomás Monteagudo.
Empezó a participar en los torneos organizados por la Liga de Arequipa un año después de fundado no obteniendo buenos resultados. En 1923 fue desafiliado de la Liga debido a la diferencia abismal que existía entre sus jugadores y los de los demás equipos lo que ocasionaba que se dieran resultados de escándalo como un 7 a 0 en contra propinado por el FBC Aurora. 
En 1929 es reafiliado a la liga y sostiene su primer encuentro con el Sport Victoria con el cual empató sin abrir el marcador. Aunque en un inicio no se apreciara mejoría alguna en el juego del equipo debido a que seguía obteniendo derrotas abultadas a mediados de aquel año un mejor rendimiento se hizo evidente principalmente al ganar por 3 a 0 al Aurora.
En los años siguientes el club mantendría un perfil bajo obteniendo ocasionalmente resultados sorpresivos sobre rivales de mayor jerarquía. Para 1933 cuando se instaura el sistema de descensos en la Liga, sorpresivamente para muchos el Deportivo Mistiano se mantendría en la división de honor superando en puntaje a clubes que finalmente descenderían: Sportivo Huracán, Sport Victoria y Deportivo Sparta. En los dos siguientes años se aferraría nuevamente a la máxima categoría al ocupar el penúltimo puesto, siendo destacable la forma en la que se salvó en 1935 al empatar ante el ya campeón Piérola en el último partido de la temporada que le permitió superar en puntos al Independencia. 
Para 1936 se instauraría los partidos de promoción en donde el equipo campeón de la Liga Intermedia jugaría un partido por el ascenso ante el último de la Primera División, el Deportivo Mistiano fue el primero en disputar ese encuentro frente al Sportivo Huracán,  campeón de Intermedias, al que derrotaría con una diferencia mínima manteniendo la categoría. En 1937, la suerte del equipo de Antiquilla acabaría, pues al quedar nuevamente último de la Primera División tuvo que disputar el partido de promoción, en donde el Huracán otra vez sería su rival y se cobraría revancha perdiendo la categoría después de ocho años. 
En el 2011 el club adquirió gran notoriedad por tener a Pedro Larota, un jugador amateur inválido que ha salido adelante pese a carecer de una extremidad, por lo cual el club se volvió muy conocido en todo el Perú.

## Uniforme
- Uniforme titular: Camiseta blanca con una franja verde cruzando el pecho, pantalón blanco, medias blancas.
- Uniforme alterno: Camiseta negra con una franja verde cruzando el pecho, pantalón negro, medias negras.

## Sede
El club cuenta con su local propio ubicado en la calle Ronda La Recoleta N.º 304 en la ciudad de Arequipa.

## Estadio
El Estadio Mariano Melgar es un estadio de fútbol ubicado en la ciudad de Arequipa, a 2.335 m.s.n.m, en el Departamento de Arequipa es uno de los primeros escenarios deportivos construidos en el sur del Perú.
Lleva su nombre en homenaje a Mariano Melgar quien fuera Poeta y Revolucionario independentista arequipeño.
Este escenario ha albergado los partidos del FBC Melgar en el Descentralizado y desde 1996 ha sido asignado como escenario alterno del club dominó. En este estadio también se juegan diferentes encuentros de la Copa Perú, en donde participan el FBC Piérola, Sportivo Huracán, y FBC Aurora.
Además este estadio ha sido escenario de diversos torneos internacionales como la Copa Libertadores de América 1982 y 1984; Los Juegos Bolivarianos de 1997 y el Campeonato Sudamericano Sub-17 que se realizó en el año 2001 en Perú.

## Entrenadores
- Roberto “Ponciano” López Dávalos (1956)
- Roberto “Ponciano” López Dávalos (1969)

## Palmarés

### Torneos regionales
- Liga Distrital de Arequipa: 1978.
- Subcampeón de la Segunda División de Arequipa: 1961.